# Харрисон, Одли
Одли Харрисон (англ. Audley Harrison; род. 26 октября 1971 года, Лондон, Англия) — британский боксёр-профессионал, выступавший в тяжёлой весовой категории (свыше 91 кг). Олимпийский чемпион 2000 года в супертяжёлом весе в любителях. Чемпион Европы по версии EBU (2010) в супертяжелом весе.

## Любительская карьера
- 1997 ABA Чемпион в супертяжёлом весе
- 1998 Чемпионат Европы в Минске, проиграл белорусу Сергею Ляховичу.
- 1998 ABA Чемпион в супертяжёлом весе
- 1998 Выиграл Игры содружества
- 1999 Чемпионат мира:
  - Победил Лазизбека Закирова (Узбекистан)
  - Проиграл Синана Шамиль Саму (Турция)
- 2000 Завоевал золото на Олимпийских играх:
  - Победил Алексея Лезина (Россия) RSC 4
  - Победил Алексея Мазыкина (Украина) 19-9
  - Победил Павло Видоца (Италия) 32-16
  - Победил Мухтархана Дильдабекова (Казахстан) 30-16

## Профессиональная карьера
После завоевания золота на Олимпиаде в Сиднее, был награждён ОБИ. В 2001 году выпустил автобиографическую книгу. Заключил контракт на £ 1000000 с каналом BBC для трансляции первой десятки своих профессиональных боёв.
Дебютировал в мае 2001 года. После первых трёх боёв, получил травмы, около полу года не выходил на ринг. Победил американца Джулиса Лонга, и к 5-му поединку выиграл по очкам у непобеждённого соотечественника Марка Кренса (11-0). Продолжал побеждать своих противников преимущественно нокаутами, победил Роба Кэллоуэйя.
В декабре 2003 года нокаутировал американца Брайана Никса.
В 2004 году победил джорнимена Джулиуса Фрэнсиса, и двух непобеждённых боксёров, Ричела Эрсисия (21-0), и Томаша Бонина (26-0).

### Бой с Ричелом Эрсисией
20 марта 2004 года Харрисон встретился с боксёром из Нидерландов, Ричелом Эрсисией. То, что бой был организован на родине Одли Харрисона, говорило о многом. Британцы хотели воочию увидеть ожидаемый триумф очередного наследника Леннокса Льюиса, и соперник калибра Эрсисии, к тому же владевший малопрестижным, но далеко не лишним на пути к последующим высотам тяжелого веса чемпионским титулом WBF, подходил для этого идеально. По большому счету, Ричелу было нечего противопоставить рослому, хорошо готовому физически и при этом подвижному и куда более техничному левше Харрисону. Вероятно, Эрсисии следовало уповать на свою излюбленную «грязную» манеру ведения боя с изматывающей возней в клинчах и надеяться на мощь удара справа. В начале поединка соперник Ричела предпочел не форсировал события, и голландец попытался предъявить собственные аргументы. Однако стоило Харрисону прибавить в движении и увеличить количество выбрасываемых в цель ударов, как вопрос о результате боя отпал практически сразу. В четвёртом раунде переставший успевать за действиями британца Ричел Эрсисия впервые в карьере был послан в нокаут.
Итог двадцать второго поединка темнокожего голландца на профессиональном ринге изъял ноль из графы «поражения» в его послужном списке.

### Бой с Томашем Бониным
19 июня 2004 года Харрисон вышел на ринг с поляком, Томашем Бониным. Разумеется, фаворитом данного поединка считался Одли Харрисон – бой проходил у него на родине, а техническое оснащение британца, Олимпийского чемпиона Сиднея-2000, было на порядок выше. Начало боя настроило поклонников поляка на оптимистичный лад. Харрисон явно находился не в оптимальных физических кондициях – недостаточно быстро двигался, а его ударам не хватало скорости и резкости. В целом британец выглядел довольно пассивно; редко подключал к атакам сильнейшую левую руку, предпочитая, в основном, тревожить Бонина джебом. Бонин, в свою очередь, неплохо рвал дистанцию и гораздо чаще бил, хоть и не всегда попадая в цель. А вот правильно рассчитать силы в примерно равном бою против опытного и мастеровитого соперника поляк не сумел. В девятом раунде Томаш Бонин выглядел более уставшим, нежели Харрисон, вследствие чего, вероятно, и пропустил мощную атаку британца. Рефери принял решение остановить бой, невзирая на протесты Томаша и его угла. К тому времени Харрисон вел на картах всех трех судей с небольшим перевесом в очках. Справедливости ради следует отметить, что решение рефери в ринге об остановке поединка действительно выглядело преждевременным, поскольку Бонин был в состоянии продолжить бой.
После победы над Бониным, Харрисон год не выходил на ринг. 9 мая 2005 года, Харрисон нокаутировал в 7-м раунде Роберта Дэвиса (31-6). Через 2 месяца нокаутировал в 4-м раунде Роберта Уиггинса (20-4-1). В декабре 2005 года встретился с соотечественником Дэнни Уильямсом, за титул чемпиона Британского содружества. В зрелищном и конкурентном бою, раздельным решеием судей, Харрисон потерпел 1-е поражение. В апреле 2006 года Харрисон проиграл по очкам единогласным решением американцу, Доминику Гуинну. После двух поражений подряд, нокаутировал в 3-м раунде джорнимена Эндрю Гриля, а в декабре 2006 года, взял реванш у Дэнни Уильямса, нокаутировав того в 3-м раунде.

### Бой с Майклом Спроттом
В 2007 году Одли Хариссон встретился с соотечественником Майклом Спроттом. Харрисон был олимпийским чемпионом, имел отличный послужной список как на любительском, так и на профессиональном ринге. Поединок начался с контроля ринга Харрисоным. Одли провёл в первом раунде удачную атаку, и отправил Спротта на канвас уже в начале поединка. Спротт встал. В конце третьего раунда в близком бою, Спротт левым размашистым кроссом сенсационно нокаутировал Одли Хариссона. В карьере Одли — это стало первым досрочным поражением.
В апреле 2008 года, нокаутировал Джесона Барнетта. В сентябре победил по очкам Джорджа Ариаса. 
После двух побед, проиграл ирландцу Мартину Рогану. 
После поражения, в феврале 2009 года выиграл турнир «Призфайтер», остановив Скотта Белашоуа и двух начинающих непобеждённых боксёров, Колемана Баррета (8-0), и Дэнни Хагеса (6-0).
В апреле 2010 года взял у Майкла Спротта реванш, нокаутировав его в 12-м раунде в бою за титул чемпиона Европы в тяжелом весе.
В ноябре 2010 года проиграл нокаутом в 3 раунде Дэвиду Хэю, за титул чемпиона мира по версии WBA.

### Чемпионский бой с Дэвидом Хэем
13 ноября 2010 года в свободной защите чемпионского титула Дэвид Хэй выбрал соотечественника Одли Харрисона. С самого начала боя Харрисон проявил крайнюю осторожность, граничащую с испугом, проводя время боя в блоке. Хэй не форсировал события и первые два раунда прошли в пассивной борьбе, в ответ на что зал начал недовольно освистывать боксеров. В 3 раунде Хэй активизировался и начал избивать Харрисона, в результате чего претендент оказался в тяжелом нокдауне. Харрисон встал на счет 8, но рефери, видя, что Харрисон не готов к продолжению боя, остановил поединок.
Полтора года не выходил на ринг. Вернулся в мае 2012 года и нокаутировал британца Али Адамса в 4-м раунде.

### Бой с Дэвидом Прайсом
В октябре Дэвид Прайс в первой защите титулов чемпиона Британии и британского содружества, вышел на ринг против бывшего обладателя этих титулов, бывшего претендента на чемпионский титул WBA и олимпийского чемпиона, Одли Харрисона. Харрисону было уже 40 лет, но после отказа встречи с Прайсом, Тайсона Фьюри и более высоких планов Дэвида Хэя, Одли по праву считался единственным достойным представителем британского бокса, для защиты титулов. С самого начала поединка, Прайс взял инициативу и действовал первым номером. В первой половине раунда Дэвид провёл точный левый джеб, который очень потряс Харрисона. Одли пошатался и отошёл к канатам. Прайс ринулся добивать его и донёс до цели несколько мощных хуков, после который Харрисон поплыл и судья видя это, вмешался и остановил бой. Поскользнувшись с канатов, Харрисон упал на настил ринга, и долгое время не мог прийти в себя.

### Prizefighter 29
23 февраля 2013 года Харрисон принял участие в третьем международном турнире тяжеловесов, Prizefighter.
В первом бою Одли за пол минуты нокаутировал датчанина, Клауса Бертино. 
Во втором бою Харрисон встретился с известным ирландцем, Мартином Роганом, с которым встречался ранее. Харрисон очень профессионально вёл в поединке и с минимальным ущербом для себя выиграл во всех раунда и победил по очкам Рогана. 
В финале Харрисон нокаутировал американца, Деррика Росси, и снова заявил о себе боксёрской общественности.
Харрисон занимающий 70-ю строчку рейтинга Boxrec, и списанный со счетов ещё после боя с Хэем, и уж тем более после боя с Прайсом, поднялся на 51 позицию в рейтинге, и что примечательно стал выше Прайса, который в этот же день проиграл свой бой, и эти факты приблизили возможный реванш между Харрисоным и Прайсом, которого так хотел Одли.

### Бой с Деонтеем Уайлдером
27 апреля 2013 года в Великобритании Одли Харрисон встретился с небитым американским проспектом, олимпийским призёром Деонтеем Уайлдером. Поединок начался осторожно, но уже на первой минуте раунда Уайлдер сильно потряс Харрисона правым кроссом. Американец продолжил серию, и нанёс ещё несколько точных ударов. Харрисон упал в углу ринга. Одли смог встать, но стоял неуверенно и судья прекратил поединок. Деонтей победил нокаутом в первом раунде.
После этого поединка Харрисон объявил о завершении спортивной карьеры. Но спустя несколько недель вновь решил вернуться в профессиональный бокс.